# 神聖聖訓
神聖聖訓（阿拉伯语：‎）是圣训的一个特殊类别，地位在古兰经和普通圣训文本之间，是先知穆罕默德對真主言行的轉述。